# El porvenir es largo
El porvenir es largo es una telenovela española producida por Ficción TV para Televisión Española. La serie se estrenó en La 1 el 13 de marzo de 2009 en horario de tarde, para ser posteriormente trasladada a su emisión regular en el prime time del sábado. Debido a sus malos datos de audiencia, el resto de los capítulos fueron emitidos únicamente en el canal internacional de TVE.

## Argumento
La trama comienza en el centro de Madrid el 22 de mayo de 2007. Ese día, se derrumba un edificio de viviendas ubicado en el número 26 de la calle Fortuna a causa de unas obras llevadas a cabo en el bloque vecino por parte del empresario Amadeo Mariscal, dueño de la empresa constructora Amaris Promotions, S. A. El suceso deja veintitrés víctimas mortales y numerosos heridos de diversa gravedad. 
Entre los afectados, se encuentra la familia Martínez Santillana, compuesta por el matrimonio formado por Pedro y Margarita y sus hijas, Sonia y Blanca, que son gemelas idénticas. Marga y Sonia salen ilesas al encontrarse fuera del inmueble durante el derrumbe, mientras que Blanca muere y Pedro queda parapléjico.
Siete meses después de la tragedia, las familias afectadas se han mudado a una zona residencial llamada Nueva Fortuna, situada a las afueras de la capital. Las víctimas, que forman una asociación presidida por Marga, reclaman justicia por lo sucedido, pero Mariscal y su familia se encargan de borrar sus huellas y eludir cualquier responsabilidad culpando de todo a su capataz, Ramón Cañizares.
A lo largo de la serie, en la que se tratan todo tipo de temas de actualidad, Marga, Pedro y Sonia intentarán adaptarse a su nueva vida y superar los obstáculos que se les plantean ayudándose mutuamente y apoyándose en sus amigos y vecinos, con los que también tendrán quebraderos de cabeza. Sin embargo, el principal apoyo y fuente de problemas de Marga será Eduardo Ballesteros, un agente de policía obsesionado con destruir a la familia Mariscal.

## Reparto
- Silvia Marsó - Margarita Santillana
- Manuel Regueiro - Pedro Martínez
- Alicia Pérez Borrás - Nines Rellán
- Verónica Jiménez - Sonia Martínez Santillana / Blanca Martínez Santillana
- Miguel Ramiro - Eduardo Ballesteros
- África Gozalbes - Joana
- Santiago Meléndez - Amadeo Mariscal
- Laura Cepeda - Bárbara Pons
- Raúl Zajdner - Amadeo Mariscal Pons "Junior"
- Juli Fàbregas - Elías Pedraza
- Carlos Marcet - Ramón Cañizares
- Alberto Berzal - Aurelio
- Ana María Vidal - Elvira Pastor
- Coral Pellicer - Águeda Cano Monje
- Eduardo Marchi - Jacinto Beltrán Núñez "Jimmy"
- David Picazo - Francisco Pérez Pastor "Paco"
- Marta Belmonte - Natalia Echevarría
- Resu Morales - Pili
- Jesús Berenguer - Esteban Echevarría
- Ana Embid - Carla Echevarría
- Manuela Ballesteros - Jefa de estudios
- Rafael Rivero - Néstor Sebastián González
- Carlos Viaga - Francisco Caneiro "Patxi"
- Lorena Vindel - Evelyn Trujillo
- Paco Luque - Alfonso Montesinos
- Carolina Clemente - Isabel
- Carlos Martínez - David Suárez
- Yoima Valdés - Rosa
- Sergio Otegui - Emilio Hidalgo Altuzarra
- Alba Celma - Desiré
- Gara Muñoz - Rita Hidalgo Rellán
- Ramiro Alonso - Travis
- Carlos Rodríguez - Santi
- Adolfo Fernández
- Jorge Suquet - Javier
- Ricard Sales - Raúl
- Óscar Sánchez Zafra - Óscar
- Claudia Gravy - Andrea
- Antonio José Caro - Evaristo Mendoza Ruiz "Evas"
- Ana María Ventura - Mercedes Páramo
- Antonio Berzal - Tomás
- Dani Pérez - Micky
- Agustín Mateo
- Evelina Papayanni - Dalita
- Antonio Gómez - Vicente
- Jesús Lumbreras
- Camino Fernández Texeira - Olga
- Azucena de la Fuente - Charo
- Sara Nieto - Doctora
- Eduardo Torroja - Arquitecto Torrijos
- José Ángel Capelo - Arturo
- Jon Bermúdez
- Helena Carrión - Tutora
- Jesús Blanco - Gonzalo Torres
- José Santiago
- Antonio Chamorro - Padre Mariano
- Raúl Solís - Pablo
- Amanda García - Mariola
- Javier Lomas - Inspector de policía
- María Santos
- Marcos Fernández
- Ricardo Lacámara
- Juanjo Aranguren
- Dolores Ibánez
- Iñaki Guevara
- Pepe Lorente
- Elena Markínez
- Carmen Pardo - Mercedes
- Jesús Calvo
- Luisa Fernández
- Iván Luis
- Isidro Vigo
- Antonio Ballesteros
- J. J. Rodríguez
- Javier Iribarren
- Vicente Vergara

## Capítulos y Audiencias
Aunque su estreno se planeó para principios de 2008 como sustituto a las telenovelas sudamericanas vespertinas de TVE1, no fue hasta un año más tarde cuando se estrenó, y no como serial diario, sino como serie del prime time de los sábados. Finalmente, para ocupar el espacio dejado por la telenovela Marina en las tardes de La 1, la cadena decidió colocar, como contradicción a lo anteriormente dicho, la novela Victoria, producida por Telemundo y protagonizada por Victoria Ruffo y Arturo Peniche.
Tras dos emisiones, TVE decide pasar la serie por falta de audiencia, al canal internacional de TVE (con emisión en el continente americano).
Por este canal fueron emitidos los otros 62 capítulos restantes que dejaban un final abierto a la temporada. Actualmente, la serie puede verse de forma íntegra en la web RTVE Play de Televisión Española.
| Cap.              | Nombre                         | Fecha de emisión            | Hora   | Espectadores | Share |
| ----------------- | ------------------------------ | --------------------------- | ------ | ------------ | ----- |
| PRIMERA TEMPORADA |                                |                             |        |              |       |
| 1                 | Una nueva vida                 | Viernes 13 de marzo de 2009 | 17:00h | 2.146.000    | 22,1% |
| 2                 | Una nueva esperanza de futuro  | Sábado 14 de marzo de 2009  | 22:30h | 855.000      | 5,7%  |
| 3                 | Rita logra quedar con su padre | Sábado 21 de marzo de 2009  | 22:30h | 842.000      | 5,7%  |